# Epidemia de dança de 1518

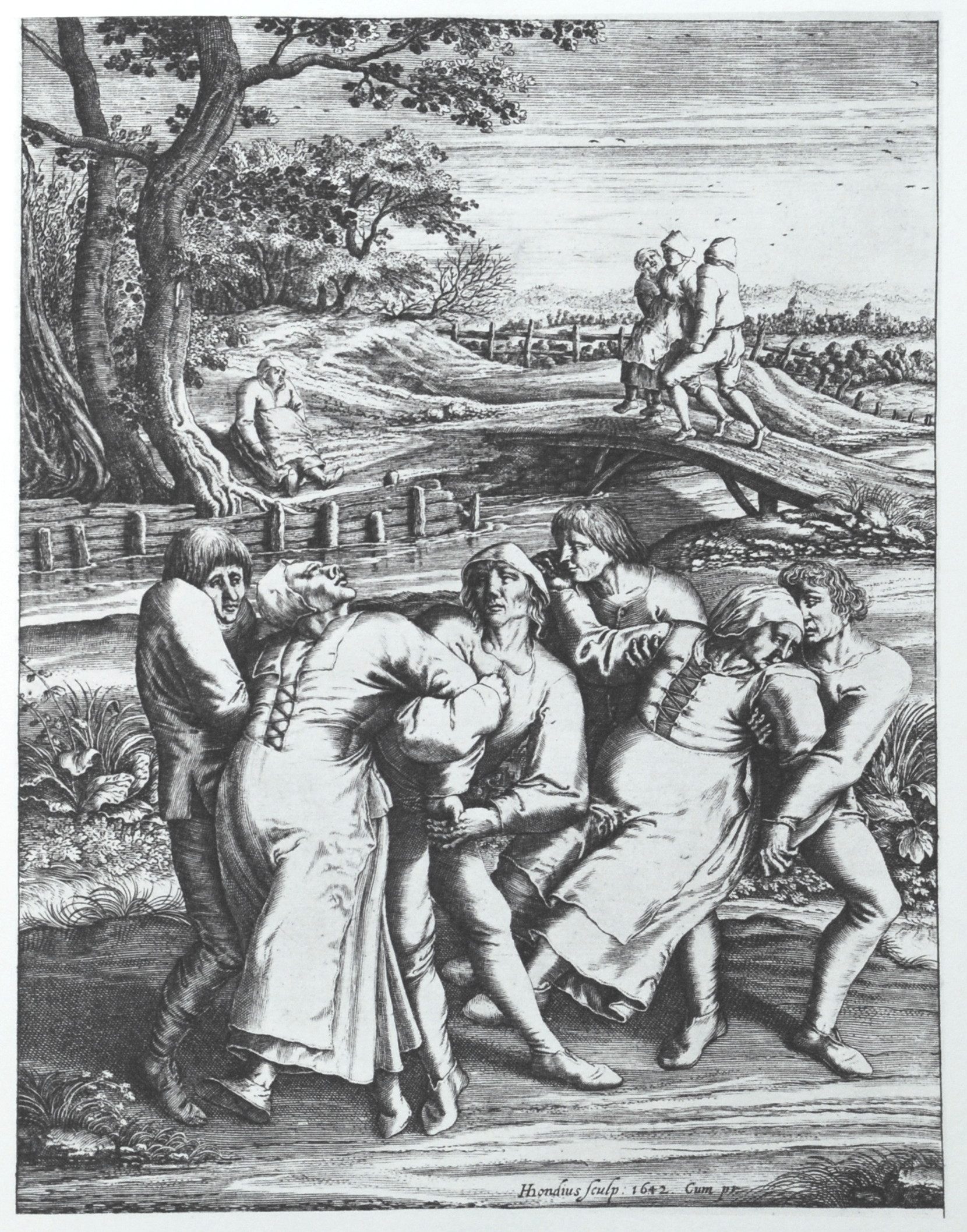
Gravura de Hendrik Hondius retratando três pessoas afetadas pela praga. Trabalho baseado em desenho original de Pieter Brueghel

Praga da dança de 1518, ou epidemia da dança de 1518, foi um caso de coreomania que ocorreu em Estrasburgo, Alsácia (atual França), no Sacro Império Romano de julho de 1518 a setembro de 1518, quando entre 50 e 400 pessoas começaram a dançar ao longo de semanas.

## Eventos
O surto começou em julho de 1518, quando uma mulher começou a dançar fervorosamente em uma rua de Estrasburgo. No início de setembro, o surto começou a diminuir.
Documentos históricos, incluindo "notas de médicos, sermões da catedral, crônicas locais e regionais, e até mesmo notas emitidas pelo conselho da cidade de Estrasburgo" são claros ao descrever que as vítimas dançaram sem motivo aparente. Fontes históricas concordam que houve um surto de dança depois que uma única mulher começou a dançar. O fenômeno não parecia cessar e durou tanto tempo que até atraiu a atenção do magistrado e do bispo de Estrasburgo, sendo que até alguns médicos acabaram intervindo, colocando os aflitos em um hospital. 
Diz-se que eventos semelhantes a este ocorreram ao longo da era medieval, incluindo o século XI em Kölbigk, Saxônia, onde se acreditava ser a causa da possessão demoníaca ou julgamento divino. Na Apúlia, Itália, no século XV, uma mulher foi mordida por uma tarântula, cujo veneno a fez dançar convulsivamente. A única maneira de curar a mordida era um tipo certo de música, que era um remédio aceito por estudiosos como Athanasius Kircher.
Explicações da época incluíam possessão demoníaca e "sangue superaquecido".

## Veracidade das mortes
Existe controvérsia sobre se as pessoas realmente dançaram até a morte. Algumas fontes afirmam que durante um período a peste matou cerca de quinze pessoas por dia, mas as fontes da cidade de Estrasburgo na altura dos acontecimentos não mencionavam o número de mortes, ou mesmo se houve vítimas mortais. Não parece haver fontes contemporâneas aos eventos que notem quaisquer fatalidades.
A principal fonte para a afirmação é John Waller, que escreveu vários artigos de jornal sobre o assunto, e o livro A Time to Dance, a Time to Die: The Extraordinary Story of the Dancing Plague of 1518. As fontes citadas por Waller que mencionam as mortes foram todas de relatos posteriores dos eventos. Também há incerteza em torno da identidade da dançarina inicial (uma mulher sem nome ou que seria chamada de  "Frau Troffea") e o número de dançarinos envolvidos (algo entre 50 e 400). Dos seis relatos disponíveis, quatro apoiam Troffea como a primeira dançarina.

## Teorias modernas

### Intoxicação alimentar
Alguns acreditam que a dança pode ter sido provocada por intoxicação alimentar causada pelos produtos químicos tóxicos e psicoativos do fungo do ergot (ergotismo), que cresce comumente em grãos (como o centeio) usados para assar pão. A ergotamina é o principal produto psicoativo dos fungos do ergot; está estruturalmente relacionado com a droga dietilamida do ácido lisérgico (LSD-25) e é a substância a partir da qual o LSD-25 foi originalmente sintetizado. O mesmo fungo também foi implicado em outras grandes anomalias históricas, incluindo os julgamentos das bruxas de Salém.
No The Lancet, John Waller argumenta que "esta teoria não parece sustentável, uma vez que é improvável que aqueles envenenados pelo ergot pudessem ter dançado por dias a fio. Nem tantas pessoas teriam reagido da mesma maneira aos seus produtos químicos psicotrópicos. A teoria do ergotismo também não explica por que praticamente todos os surtos ocorreram em algum lugar ao longo dos rios Reno e Mosela, áreas ligadas pela água, mas com climas e culturas bastante diferentes".

### Histeria em massa induzida por estresse
Este poderia ter sido um exemplo floreado de distúrbio de movimento psicogênico acontecendo em histeria em massa ou doença psicogênica em massa, que envolve muitos indivíduos que de repente exibem um mesmo comportamento bizarro que se espalha rápida e amplamente em um padrão epidêmico. Esse tipo de comportamento pode ter sido causado por níveis elevados de estresse psicológico, causados pelos anos implacáveis (mesmo pelos padrões ásperos do início do período moderno) que o povo da Alsácia estava sofrendo.
Waller especula que a dança foi uma "psicose induzida pelo estresse" coletivo, já que a região onde as pessoas dançavam estava cheia de fome e doenças, e os habitantes tendiam a ser supersticiosos. Sete outros casos de peste dançante foram relatados na mesma região durante a era medieval.
Essa doença psicogênica pode ter criado uma choreia (do grego khoreia que significa "dançar"), uma situação que compreende movimentos não intencionais aleatórios e intrincados que voam de uma parte do corpo para outra. Diversas choreias (dança de São Vito, dança de São João e tarantismo) foram rotuladas na Idade Média referindo-se às epidemias independentes de "mania da dança" que aconteciam na Europa central, particularmente na época da peste.